# Condado de Jersey
El condado de Jersey (en inglés: Jersey County), fundado en 1819, es uno de 102 condados del estado estadounidense de Illinois. En el año 2008, el condado tenía una población de 22 622 habitantes y una densidad poblacional de 23.7 personas por km². La sede del condado es Jerseyville. El condado recibe su nombre en honor al estado de Nueva Jersey.

## Geografía
Según la Oficina del Censo, el condado tiene un área total de 976 km², de la cual 956 km² es tierra y 10 km² (2.08%) es agua.

### Condados adyacentes
- Condado de Greene (norte)
- Condado de Macoupin (este)
- Condado de Madison (sureste)
- Condado de St. Charles, Misuri (sur)
- Condado de Calhoun (oeste)

## Demografía
Según la Oficina del Censo en 2000, los ingresos medios por hogar en el condado eran de $42 065, y los ingresos medios por familia eran $49 666. Los hombres tenían unos ingresos medios de $38 771 frente a los $23 086 para las mujeres. La renta per cápita para el condado era de $19 581. Alrededor del 7.10% de la población estaban por debajo del umbral de pobreza.

## Transporte

### Principales autopistas
- U.S. Route 67
- Ruta de Illinois 3
- Ruta de Illinois 16
- Ruta de Illinois 100
- Ruta de Illinois 109
- Ruta de Illinois 111
- Ruta de Illinois 267

## Municipalidades

### Ciudades
- Grafton
- Jerseyville

### Villas
- Brighton
- Elsah
- Fidelity
- Fieldon

### Pueblos
- Otterville

### Áreas no incorporadas
|                                                         |                                                             |                                                     |                      |
| - Beltrees - Chautauqua - Delhi - Democrat Spring - Dow | - East Newbern - Kemper - Lake Piasa - Lockhaven - McClusky | - Newbern - New Delhi - Nutwood - Reardon - Reddish | - Rosedale - Spankey |

### Municipios
El condado de Jersey está dividido en 11 municipios con su población estimada en 2008:
| |                                                                                  |
| - Jersey - 9,904 - Piasa - 3,109 - Elsah - 2,422 - Mississippi - 2,037 - Quarry - 1,228 - Otter Creek - 953 | - Richwood - 757 - Fidelity - 731 - English - 548 - Rosedale - 499 - Ruyle - 434 |